# رينيه فـان رايسفايك
رينيه فـان رايسفايك (بالهولندية: René van Rijswijk)‏ هو لاعب كرة قدم هولندي في مركز الهجوم، ولد في 3 يناير 1971 في روتردام في هولندا. لعب مع آر كي سي فالفيك.